# Simone Moro
Simone Moro, född 27 oktober 1967 i Bergamo, Italien, är en italiensk bergsbestigare. Först i världen, tillsammans med Piotr Morawski, att bestiga Shisha Pangma under vintersäsongen. Detta var den första vinterbestigningen av ett berg över 8000 meter på över 16 år och den enda vinterbestigningen som har genomförts av en människa med icke-polskt ursprung. Moro utmärker sig ofta genom sina mycket snabba bestigningar.
Moro är en mycket kompentent allroundklättrare som klarar av väldigt tekniska leder såväl som psykiskt och fysiskt påfrestande dito.
I februari 2002 tilldelades han David A. Sowles Memorial Award för hans insatser på Lhotse, 2001, där han räddade livet på en annan klättrare.

## Meriter
- 2009 Makalu - första vinterbestigningen av berget. Tillsammans med Denis Urubko.
- 2005 Shisha Pangma - första vinterbestigningen av berget. Första klättrare som inte härstammar från Polen att göra en vinterbestigning av ett berg högre än 8000 meter.
- 2004 Nanga Parbat - ny led.
- 2004 Khali Himal - första bestigningen via den 2500 meter höga nordsidan via en ny led som döptes till "Ciao Patrick", till minne av hans vän Patrick Berhault.
- 2002 Mount Everest - klättrade från toppen tillbaka till baslägret på bara 4 timmar och 30 minuter.
- 2002 Cho Oyu - besteg berget på bara 11 timmar.